# Zrnitost zemin
Zrnitost zemin je základním parametrem pro pojmenování minerálních zemin a zrnitostní meze nám umožňují stanovit mechanické chování zemin. Základními zeminami jsou stejnozrnné zeminy, které se skládají z částic pouze jedné velikost, či úzké frakce zrnitosti. Pro stanovení zrnitosti se nejčastěji používají zkoušky prosévací a hustoměrná.

## Prosévací zkouška

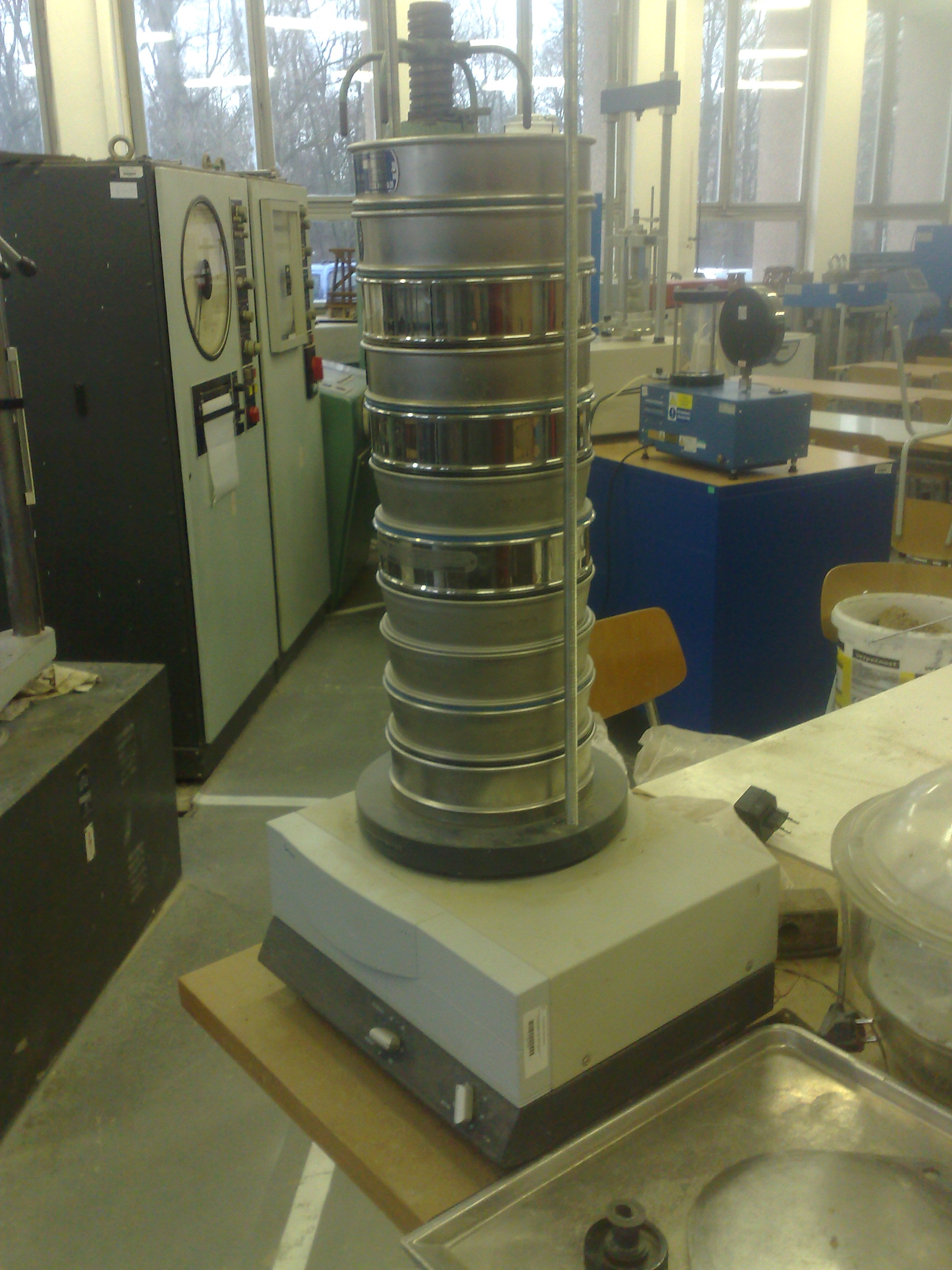
Souprava na prosévací zkoušku

Sítový rozbor používáme pro zeminy, které mají 90 % nebo více procent zrn zeminy větší než 0,063 mm. Vysušenou zeminu v množství 1 až 5 kg (podle velikosti zrn) přesejeme sadou sít. Zbytky na jednotlivých sítech i přepad přes nejjemnější síto pečlivě odvážíme a jejich podíl vyjádříme v procentech původní navážky. Když jsou zrna slepena, např. jemnými částicemi, v třecí misce je před rozborem pečlivě rozmělníme, popř. jemné částice odmočíme ve vodě, necháme usadit a přesejeme zvlášť. Když je podíl propadu skrz nejjemnější síto větší než 10 %, provedeme analýzu na základě rychlosti usazování ve vodě.

## Hustoměrná zkouška
Hustoměrná zkouška zrnitosti se použije, jestliže více než 10 % zrn zeminy jsou menšího průměru než 0,063 mm. Zkouška je založena na volné sedimentaci (Stokesův zákon) suspenze ve skleněném válci, jestliže částice jsou vystaveny pouze gravitačnímu poli. Sedimentační rychlost za předpokladu stejné hustoty pevných částic (a některých dalších předpokladů) je v daném prostředí funkcí jejich velikosti. Za určitý čas nastane v sedimentačním válci rozdělení částic podle jejich velikosti a změní se i hustota suspenze, která se měří hustoměrem ve známé hloubce v určitých časových intervalech (např. 15s, 30s, 1, 2, 3, 4, 8, 15, 30 minut a 1, 2, 4, 8 a 24 hodin).

## Frakce
Značka frakce vychází z anglického pojmenování frakce. Například jemnozrnný štěrk v angl. fine gravel, proto FGr. Následující tabulka odpovídá ČSN EN 14688-1. Existují i jiné, starší, ale světově rozšířenější systémy pro názvy zemin jako např. USCS, kde pro klasifikaci nestačí velikost zrn, ale je nutné uplatnit i plasticitu.
| Skupiny zemin           | Frakce             | Značka | Velikost zrn [mm]  |
| ----------------------- | ------------------ | ------ | ------------------ |
| Velmi hrubozrnná zemina | Velký balvan       | LBo    | od 630             |
|                         | Balvan             | Bo     | od 200 do 630      |
|                         | Valoun             | Co     | od 63 do 200       |
| Hrubozrnná zemina       | Hrubozrnný štěrk   | CGr    | od 20 do 63        |
|                         | Střednězrnný štěrk | MGr    | od 6,3 do 20       |
|                         | Jemnozrnný štěrk   | FGr    | od 2,0 do 6,3      |
|                         | Hrubozrnný písek   | CSa    | od 0,63 do 2,0     |
|                         | Střednězrnný písek | MSa    | od 0,2 do 0,63     |
|                         | Jemnozrnný písek   | FSa    | od 0,063 do 0,2    |
| Jemnozrnná zemina       | Hrubozrnný prach   | CSi    | od 0,02 do 0,063   |
|                         | Střednězrnný prach | MSi    | od 0,0063 do 0,02  |
|                         | Jemnozrnný prach   | FSi    | od 0,002 do 0,0063 |
|                         | Jíl                | Cl     | do 0,002           |

## Křivka zrnitosti

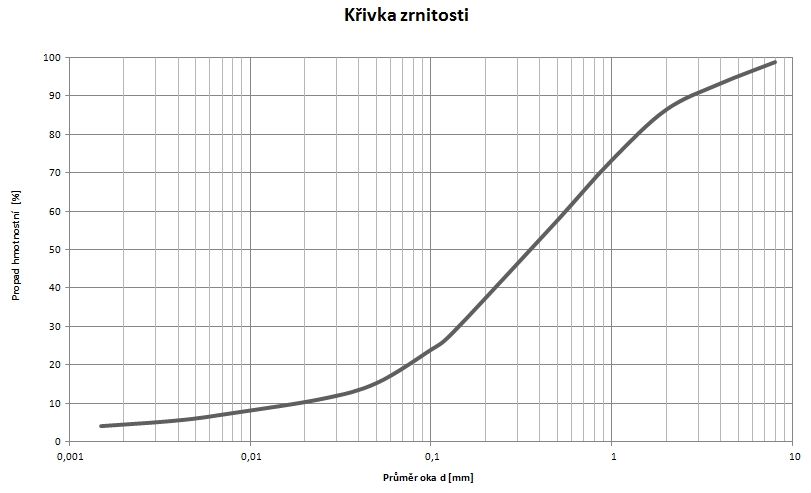
Ukázka křivky zrnitosti

Křivka zrnitosti je součtová křivka, která vyjadřuje kumulativní relativní četnost jednotlivých zrnitostních frakcí, daných jejich podílem na celkové hmotnosti zeminy. Rozměry zrn zemin se pohybují ve velmi širokém rozpětí, od tisícin až po desítky i stovky milimetrů. Obsah jemných částic ovlivňuje přitom vlastnosti zemin obecně větší měrou než hrubší zrna. Proto se křivky zrnitosti znázorňují zásadně v semilogaritmických souřadnicích. Logaritmické vyjádření průměrů umožňuje dostatečně přesné znázornění podílu všech průměrů až do nejmenších.

### Účinný průměr
def je průměr stejně velkých kulovitých zrn myšlené ideální zeminy, která má v určitém ohledu (např. z hlediska propustnosti pro vodu), stejné vlastnosti jako skutečná zemina. Účinný průměr def se pohybuje v oblasti malých zrn, jejichž podíl na hmotnosti je v rozpětí 10 až 20 % {\displaystyle (d_{ef}=d_{10}...d_{20})}. Nejčastěji se udává přímo {\displaystyle d_{ef}=d_{10}}.

### Číslo nestejnozrnnosti
Cu charakterizuje sklon střední části křivky zrnitosti a je definováno jako poměr průměrů zrn {\displaystyle C_{u}={\frac {d_{60}}{d_{10}}}} Podle hodnoty čísla nestejnozrnnosti dělíme zeminy na stejnozrnné {\displaystyle (C_{u}<6)}, středně zrněné {\displaystyle (6<C_{u}<15)} a na dobře zrněné {\displaystyle (C_{u}>15)}. Stejnozrnné zeminy mívají v přírodě obvykle vyšší pórovitost, jsou propustnější, mají menší smykovou pevnost a horší zhutnitelnost jako zeminy dobře zrněné. Ty jsou výborným materiálem na budování zemních těles násypů, hrází a přehrad, zejména tehdy, mají-li plynule stoupající křivky zrnitosti (podobné křivkám optimální skladby kameniva pro betony).

### Číslo křivosti
Cc charakterizuje přibližně tvar křivky zrnitosti. Určuje se jako poměr průměrů zrn {\displaystyle C_{c}={\frac {d_{30}^{2}}{d_{10}d_{60}}}}.
Číslo křivosti je pomocná hodnota v klasifikaci zemin. Zeminy s hodnotami {\displaystyle C_{c}=1...3} považujeme za dobře zrněné, tj. mají plynulé křivky zrnitosti. Hodnoty nižší a vyšší patří zeminám s chybějícími frakcemi, které mají stupňovité křivky s vodorovnými nebo málo stoupajícími úseky. Leží-li takový úsek v oblasti zrn < d30, platí {\displaystyle C_{c}>3}, leží-li v oblasti zrn > d30, platí {\displaystyle C_{c}<1}. Zeminy s chybějícími frakcemi mohou mít nepříznivé vlastnosti. Například v dunajských písčitých štěrcích chybějí zrna průměru 0,5 až 2 mm. Proudící voda může zrnka písku v pórech štěrku bez těžkostí přemísťovat a vyplavovat.